# Arbeitsscheinwerfer

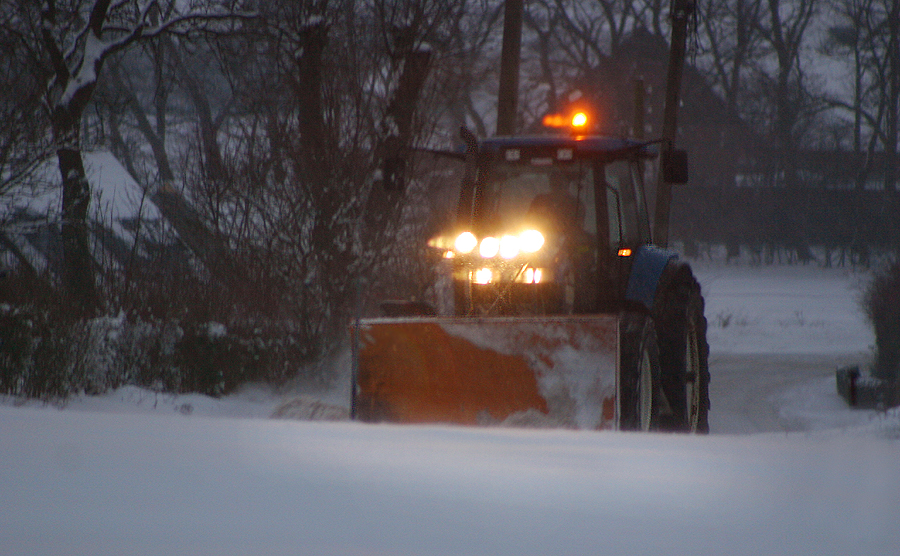
Schneepflug

Arbeitsscheinwerfer dienen der Beleuchtung von Arbeitsflächen an Fahrzeugen während des bestimmungsmäßigen Gebrauchs (Stillstand oder langsame Fahrt).
Arbeitsscheinwerfer gibt es als transportable Handscheinwerfer zur punktuellen Beleuchtung. An Fahrzeugen montiert gibt es je nach Befestigungsart Einbauscheinwerfer (im Aufbau integriert) oder Anbauscheinwerfer. Anbauscheinwerfer werden mittels einer Halterung an der Karosserie befestigt. Eine spezielle Anwendungsmöglichkeit gibt es für die Beleuchtung der Seitenflächen neben und hinter dem Fahrzeug. Dazu werden die Arbeitsscheinwerfer als Rückspiegelscheinwerfer nach hinten leuchtend montiert. Die Montage erfolgt am Rückspiegel direkt oder am Rückspiegelrahmen.
Die solcherart montierten Scheinwerfer werden auch als Manövrierscheinwerfer oder Tot-Winkel-Scheinwerfer bezeichnet.
Mit den Scheinwerfern wird sehr häufig die Ladefläche oder der Laderaum beleuchtet. Des Weiteren sind Fahrzeuge des Straßenbaus und des Straßenunterhalts damit ausgeleuchtet. Praktisch jedes Feuerwehrfahrzeug ist mit Arbeitsscheinwerfern ausgestattet, auch haben viele Rettungs- und Notarztwagen am Heck Arbeitsscheinwerfer, um beim Ein- und Ausschieben von Tragen ein beleuchtetes Feld zu haben.

Landwirtschaftliche Maschinen wie Traktoren und Mähdrescher verfügen heute über eine Vielzahl von Arbeitsscheinwerfern, um saison- und wetterbedingte Arbeiten unabhängig vom Tageslicht ausführen zu können. Dabei haben heute (Stand 2015) LED-Leuchten mit Halogen- oder Xenontechnologie weitgehend verdrängt, da LED-Leuchten preislich nur etwas über denen mit Halogentechnik liegen, bei annähernd gleicher Lichtleistung der um ein Vielfaches teureren Xenontechnik. Des Weiteren bietet die LED-Technik eine hohe Lichtleistung und Effizienz, weitere Vorteile liegen in der Formgebung und Lebensdauer.

## Gesetzliche Regelung in Deutschland
Gemäß § 52(7) Straßenverkehrszulassungsordnung Satz 1 dürfen mehrspurige Fahrzeuge mit einer oder mehreren Leuchten zur Beleuchtung von Arbeitsgeräten und Arbeitsstellen ausgerüstet sein:

„Mehrspurige Fahrzeuge dürfen mit einer oder mehreren Leuchten zur Beleuchtung von Arbeitsgeräten und Arbeitsstellen (Arbeitsscheinwerfer) ausgerüstet sein. Arbeitsscheinwerfer dürfen nicht während der Fahrt benutzt werden. An Fahrzeugen, die dem Bau, der Unterhaltung oder der Reinigung von Straßen oder Anlagen im Straßenraum oder der Müllabfuhr dienen, dürfen Arbeitsscheinwerfer abweichend von Satz 2 auch während der Fahrt eingeschaltet sein, wenn die Fahrt zum Arbeitsvorgang gehört. Arbeitsscheinwerfer dürfen nur dann eingeschaltet werden, wenn sie andere Verkehrsteilnehmer nicht blenden.“

Haftung des Fahrzeuglenkers: Gemäß § 52(7) StVO Satz 4 dürfen Arbeitsscheinwerfer nur dann eingeschaltet werden, wenn sie andere Verkehrsteilnehmer nicht blenden. Für die Einhaltung dieser Vorschrift ist der Fahrzeuglenker verantwortlich.
Falls ein anderer Verkehrsteilnehmer nach einem Unfall sich darauf beruft, durch die Arbeitsscheinwerfer geblendet worden zu sein, kann dies für den Fahrzeuglenker zivil- und strafrechtliche Folgen nach sich ziehen.
Um diese rechtlichen Folgen zu vermeiden, empfiehlt sich der Einsatz von blendfreien Arbeitsscheinwerfern.
Solche Scheinwerfer sind in der Regel asymmetrisch leuchtend und haben zusätzlich eine vorgesetzte Gitterblende. Diese verhindert die unkontrollierte Streuung des Lichts und damit auch die Blendwirkung.

## Sonstige
Auch Krane und Arbeitsmaschinen sind mit Arbeitsscheinwerfern ausgestattet. Ähnliche, meist mobile, Scheinwerfer sind Suchscheinwerfer und Stirnlampen.